# Y'a plein d'soleil
 (octobre 2012).

Y'a plein d'soleil était un magazine télévisuel québécois destiné aux personnes âgées, diffusé de 1998 à 2009 sur TQS (aujourd'hui Noovo).
Le magazine était conçu, animé et produit par Louis-Paul Allard. Les autres animateurs étaient Roger Joubert, Tex Lecor, Shirley Théroux et Pierre Labelle (pour la première saison, jusqu'à son décès en janvier 2000). Les directeurs musicaux étaient Roger Joubert et Daniel Piché

## Description
Enregistrée devant public, l'émission présentait des artistes de variété et des talents inconnus du grand public (« Les Étoiles du matin ») et parlait de sujets variés. 

## Équipe de production
- Production : Les Productions du Guilledou inc
- Concepteur et producteur : Louis-Paul Allard
- Réalisateur Studio 1998 à 2002 : Jean Collard
- Réalisateurs Studio 2002 : Robert Hynses et Gilles Laplante
- Réalisateur Studio 2003 à 2009 : Gilles Laplante
- Assistantes à la réalisation : Caroline Laberge et Dominique Fecteau
- Régisseurs : Robert Ouellette, Michèle Huot
- Accessoiriste : Johanne Deschènes
- Assistante de production : Julie Marcoux
- Réalisateur tournage extérieur : Armand Bastien
- Comédien : Luc Meloche (voix de Nénu)
- Monteurs vidéo : Marc Coquel et Luis Vargas
- Décorateur : Raymond Cyr
- Artiste peintre : Daniel Vincent
- Directrice de production : Diala Bédard
- Textes : Louise Bureau
- Recherchistes : Louise Bureau, France Proteau, Daniel Dagneault et Christianne Chailler